# ژوزفین فریگ
ژوزفین فریگ (انگلیسی: Josephine Frigge؛ زادهٔ ۳ اکتبر ۱۹۹۳) بازیکن فوتبال اهل پادشاهی هلند است.
از باشگاه‌هایی که در آن بازی کرده‌است می‌توان به باشگاه فوتبال روزنگرد اشاره کرد.